# Циньхуандао (месторождение)
Циньхуандао — группа нефтяных месторождений в Китае. Расположена в Бохайском заливе. Открыта в 1995 году, в блоке 32-6. Запасы нефти составляют 300 млн тонн. Циньхуандао расположено на блоках 29-2, 32-6, 33-1 и 35-4.
Оператором месторождения является китайская морская нефтяная компания CNOOC. Добыча нефти на месторождении в 2006 году составила 5 млн тонн.